# En segersång, en segersång
En segersång, en segersång är en psalm med text skriven 1981 av Eva Magnusson och musik skriven 1981 av Jan-Inge Hall.

## Publicerad i
- Psalmer och Sånger (1987) som nummer 717 under rubriken ”Framtiden och hoppet – Pilgrimsvandringen”.[1]